# Nemuroglanis mariai
Nemuroglanis mariai es una especie de peces de la familia Heptapteridae en el orden de los Siluriformes.

## Morfología
• Los machos pueden llegar alcanzar los 4,1 cm de longitud total.
- Número de  vértebras: 42-44.[1][2]

## Hábitat
Es un pez de agua dulce y de clima tropical.

## Distribución geográfica
Se encuentran en Sudamérica: sector occidental de la  cuenca del río Orinoco (cuencas de los ríos Guaviare y  Meta en Colombia ).